# Raden Patah
Raden Patah (1475-1518), was een Javaans vorst die in de 16e eeuw een grote rol speelde in de islamisering van Java.
De stichting van het koninkrijk of sultanaat Demak wordt traditioneel toegeschreven aan Raden Patah, een Javaanse edelman uit het keizerlijk huis van Majapahit. Ten minste een verhaal verklaart dat hij een zoon van Kertaboemi, die regeerde als koning Brawijaya V van Majapahit (1468-1478), was. Demak werd na de zware nederlaag die het leger van Majapahit in 1526 leed geaccepteerd als legitieme opvolgerstaat van Majapahit. Raden Patah was immers een directe afstammeling van de legendarische Kertabhoemi.
Een Chinese kroniek in de tempel van Semarang vermeldt dat Raden Patah de stad Demak stichtte in een moerassig gebied ten noorden van Semarang. Na de val van Majapahit maakten de vazallen zich onafhankelijk.
De nieuwe staat verwierf zijn inkomsten door de handel: de specerijenhandel en de uitvoer van rijst naar Malakka en de Molukse eilanden brachten veel schepen in de haven. De kooplieden van Demak slaagden erin om de hegemonie te veroveren op andere Javaanse handelshavens Semarang, Jepara, Tuban en Gresik. Over de Serang rivier werd rijst uit de binnenlanden naar Demak vervoerd.
De naam "Patah" of "Fatah" (strijd) duidt op een geloofsovergang naar de islam. De naam wordt op veel manieren geschreven; we vinden "Pate Rodin" in Portugese archieven, en "Jin Bun" in Chinese stukken. Het is mogelijk dat hij Chinees bloed had en Cek Ko-po heeft geheten..
De machtige positie van Raden Patah werd geïllustreerd door de Portugees Tome Pires. Hij schreef dat "... Afonso de Albuquerque vrede met de heer van Demak moest sluiten, alle vorsten van Java werden gedwongen om vrede te sluiten met hem ... De heer van Demak beheerste heel Java". Afgezien van de Javaanse stadstaten, verkreeg Raden Patah ook de heerschappij van de havens van Jambi en Palembang in Oost-Sumatra, van waaruit agaragar en goud werd verhandeld. Zoals de meeste landen waarvoor de handel en de controle van de kuststeden de grondslag was, kan Demak worden beschouwd als een thalassocratie.
Raden Patah werd opgevolgd door zijn zwager Pati Oenoes.